# Estadio Olímpico Félix Sánchez
Het Estadio Olímpico Félix Sánchez is een stadion in Santo Domingo (Dominicaanse Republiek). Het stadion wordt gebruikt voor sportevenementen en concerten.
Het stadion werd gebouwd voor Centraal-Amerikaanse en Caraïbische Spelen die in 1974 in de Dominicaanse Republiek werden gehouden. In 2003 waren er de Pan-Amerikaanse Spelen. Tot 2012 had het stadion een andere naam (Juan Pablo Duarte). In 2012 werd het stadion echter vernoemd naar Félix Sánchez, die in 2012 tijdens de Olympische Spelen in Londen de 400 meter horden won.